# Leszek Miller

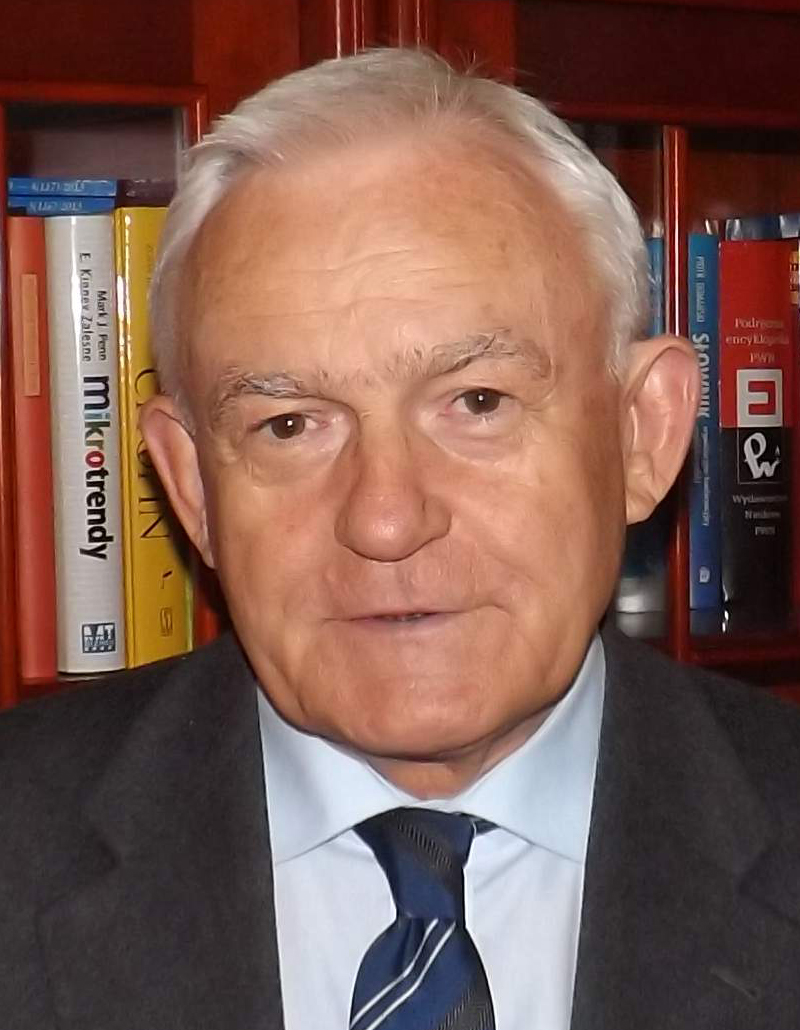
Leszek Miller (2013)

Leszek Cezary Miller (* 3. Juli 1946 in Żyrardów) ist ein polnischer Politiker. Er war von 2001 bis 2004 Ministerpräsident Polens. Er gehörte von 1991 bis 2005 und von 2011 bis 2015 dem Sejm in dessen I., II., III., IV. und VII. Wahlperiode an. Von 2019 bis 2024 war er Mitglied des Europaparlaments.

## Politische Laufbahn

### Funktionär der sozialistischen Arbeiterpartei
Noch als Schüler trat Miller der Jugendorganisation der Polnischen Vereinigten Arbeiterpartei (PVAP) bei. 1969 wurde er in die Partei aufgenommen. Er wurde hauptberuflich Parteifunktionär und zum Studium auf die Hochschule für Gesellschaftswissenschaften des Zentralkomitees der PAVP entsandt. 1986 trat er an die Spitze der Parteiorganisation der Woiwodschaft Skierniewice. Nach zwei Jahren wurde er auf den Posten eines ZK-Sekretärs in Warschau berufen, er rückte somit in die Parteiführung auf. 1989 stieg er in das Politbüro auf und nahm an den Runden-Tisch-Gesprächen teil. Bei den ersten Wahlen zum wiedererrichteten Senat der Republik Polen 1989 kandidierte er für die PZPR, erreichte aber lediglich den dritten Platz und damit kein Mandat.

### Generalsekretär der Sozialdemokraten
1990 wurde er Generalsekretär und stellvertretender Vorsitzender der aus der PVAP hervorgegangenen Socjaldemokracja Rzeczypospolitej Polskiej (SdRP). Bei der ersten vollständig freien Parlamentswahl 1991 wurde er auf der Liste des Sojusz Lewicy Demokratycznej (SLD) in den Sejm gewählt. Nach dem gescheiterten Augustputsch 1991 in Moskau wurde er beschuldigt, sich als Vertrauensmann der Moskauer Putschisten in der fraglichen Zeit in einem sowjetischen Schulungszentrum auf der Halbinsel Krim aufgehalten sowie Parteigelder verschoben zu haben, anstatt sie an das Finanzministerium abzuführen.

### Minister
Nach der Parlamentswahl 1993, bei der er erneut in den Sejm gewählt wurde, wurde er Minister für Arbeit und Sozialpolitik in der ersten postkommunistischen Koalitionsregierung unter Waldemar Pawlak. 1996 übernahm er unter dessen Nachfolger Włodzimierz Cimoszewicz die Leitung der Kanzlei des Ministerrates und somit auch das Amt des Geheimdienstkoordinators. Von Januar bis Oktober 1997 führte er das Innenministerium. In seiner Amtszeit wurden Experten der Demokratiebewegung Solidarność aus den ehemaligen Partei- und Geheimdienstarchiven entlassen und durch frühere Funktionäre aus der Zeit der Volksrepublik ersetzt. Im Anschluss wurde er bei der Wahl 1997 zum dritten Mal in das Parlament gewählt.

### Oppositionsführer
1999 wurde er als Nachfolger von Józef Oleksy zum Vorsitzenden des oppositionellen SLD gewählt, zu dem sich die SdRP und weitere Gruppierungen nun auch formal als Partei zusammengeschlossen hatten. Diesen Posten gab er im März 2004 ab.

### Ministerpräsident
Im Oktober 2001 wurde er nach dem Sieg eines Wahlblocks aus SLD und der aus dem linken Flügel der Gewerkschaft Solidarność hervorgegangenen Unia Pracy (UP) bei den Sejmwahlen von Präsident Aleksander Kwaśniewski mit der Regierungsbildung beauftragt. Er selbst war im Rahmen des Wahlbündnisses wiederum in den Sejm gelangt. Er bildete eine Koalition mit der Polskie Stronnictwo Ludowe (PSL).
Millers Regierung hatte vor allem mit der schwierigen Wirtschaftssituation in Polen zu kämpfen, die von einer Arbeitslosenquote von mehr als 18 %, durch hohe öffentliche Verschuldung und Stagnation gekennzeichnet war. Am Ende seiner Amtsperiode betrug das Wirtschaftswachstum zwar mehr als 6 %, jedoch war die Arbeitslosigkeit nicht signifikant gesunken. Die Regierung führte unter seiner Leitung ein umstrittenes Sparprogramm durch. Gleichzeitig wurde die Gesundheitsreform der Vorgängerregierung unter Jerzy Buzek kassiert, stattdessen wurde erneut ein neuer staatlicher Gesundheitsfonds geschaffen. Die Regierung Miller führte außerdem in mehreren Bereichen Steuersenkungen durch, etwa bei Verbrauchssteuern und der Körperschaftssteuer CIT. Der höchste Einkommenssteuersatz i. H. von 40 % wurde abgeschafft, der niedrigste von 19 % auf 18 % gesenkt. Nach einigen Jahren konnten durch verstärktes Wachstum teils höhere Einnahmen erzielt werden, als zuvor. Die Entlastungen bei der Einkommenssteuer trugen hier insofern bei, als dass die Steuerersparnisse in Höhe von etwa 40 Mrd. Złoty vorwiegend in den Binnenkonsum gingen. Es wurden Anleihen bei der zeitgenössischen Flat Tax Regelung aus der Slowakei ausgemacht; ebenso wurde von einem Bruch in der sozialdemokratischen Identität des SLD gesprochen.
Die Baltic Pipe, ein 2022 fertiggestellter Abzweig der Europipe II von Dänemark nach Polen für norwegisches Gas wurde von Premier Miller seinerzeit blockiert. Er selbst äußerte sich nach Eröffnung verschiedentlich zu dem Bauvorhaben: einerseits sah er darin ein "Propagandaprojekt", andererseits die Verantwortung für die Unterbrechung bei der norwegischen Regierung, die zu überhöhten Abnahmemengen gedrängt habe. Kritisch wurde bewertet, dass Miller sich positiv in die Entstehungsgeschichte einzuschreiben versuche. Aus seiner ehemaligen Partei heraus wird der Bau als notwendig erachtet.
Die Regierung Miller setzte alle institutionellen und gesetzlichen Regelungen um, die für den EU-Beitritts Polens mit der EU-Kommission vereinbart waren. Der Beitritt wurde am 13. Dezember 2002 durch den EU-Gipfel in Kopenhagen bestätigt. Das Referendum über den EU-Beitritt vom 7. und 8. Juni 2003 ergab eine Zustimmung von 77,5 % bei einer Beteiligung von 58,8 %.
Im März 2003 entschieden die Regierung Miller und Präsident Kwaśniewski, dass sich Polen an der von US-Präsident George W. Bush gebildeten „internationalen Koalition“ beteiligt und polnische Soldaten in den Irak entsendet, um Saddam Hussein zu stürzen. Miller gehörte auch zu den Unterzeichnern des „Briefes der Acht“, in dem Staats- und Regierungschefs von acht europäischen Ländern sich dezidiert auf die Seite Bushs im Irak-Konflikt stellten. Im Rahmen der polnisch-amerikanischen Zusammenarbeit wurde 2003, wie sechs Jahre später bekannt wurde, dem US-Geheimdienst CIA eine polnische Militärbasis in Stare Kiejkuty in der Woiwodschaft Ermland-Masuren zur Verfügung gestellt, bei der arabische Gefangene Medienberichten zufolge offenbar auch gefoltert wurden.
Der „Brief der Acht“ führte zum Zerwürfnis zwischen der polnischen Führung und der rot-grünen Bundesregierung unter Gerhard Schröder, die den Krieg gegen Saddam Hussein ablehnte. Die Differenzen verstärkten sich noch, als Miller gemeinsam mit dem konservativen spanischen Premierminister José María Aznar versuchte, eine Reform der EU zu blockieren.
Am 4. Dezember 2003 überlebte Miller verletzt einen Absturz seines Regierungshubschraubers vom Typ Mil Mi-8 nahe Warschau. Mehrere Rückenwirbel waren angebrochen, er musste wochenlang im Rollstuhl sitzen.
Im März 2004 verlor seine Regierung die Mehrheit im Sejm, nachdem 20 Abgeordnete aus der SLD-Fraktion ausgetreten waren. Sie warfen ihm vor, Korruption und Finanzaffären bis in die Führungsgremien der eigenen Partei zu dulden. Auslöser für diese Abspaltung von der SLD war die Rywin-Affäre. Aus den eigenen Reihen, aber auch von den Koalitionspartnern wurde Miller gedrängt, sein Amt als Ministerpräsident zur Verfügung zu stellen, auch weil er in den Popularitätsumfragen weit abgefallen war und man sich mit ihm als Spitzenkandidaten keinerlei Chancen bei den Wahlen im folgenden Jahr ausrechnete. Sein Rücktritt wurde für den 2. Mai 2004, den Tag nach dem EU-Beitritt Polens, vereinbart. Sein Nachfolger wurde der ehemalige Finanzminister Marek Belka.

### Erneut in der Opposition
In der SLD wurde Miller für die verheerende Niederlage bei den Sejm-Wahlen 2005 verantwortlich gemacht. Für die vorgezogene Parlamentswahl 2007 wurde er erst gar nicht aufgestellt. So kandidierte er auf der Liste der linksnationalen Protestpartei Samoobrona. Diese scheiterte mit nur 1,5 % der Stimmen an der Fünf-Prozent-Hürde.
Im Jahr 2010 trat Miller wieder in die SLD ein. Bei den für die SLD erfolglosen Parlamentswahl in Polen 2011 wurde er wieder in den Sejm gewählt. Nach der Wahl konnte Miller sich mit 14:11 Stimmen gegen Ryszard Kalisz in einer Kampfabstimmung um den Fraktionsvorsitz der SLD durchsetzen.
Am 10. Dezember 2011 wurde er nach dem Rücktritt Grzegorz Napieralskis erneut zum Chef seiner Partei gewählt. Nachdem die SLD bei der Parlamentswahl 2015 als Teil des Wahlbündnisses Zjednoczona Lewica den Wiedereinzug in den Sejm verpasst hatte, zog sich Miller vom Vorsitz der SLD zurück. Sein Nachfolger wurde Włodzimierz Czarzasty. 2021 trat er erneut aus der SLD aus, als Begründung führte er den geplanten Zusammenschluss der Partei mit der Gruppierung Wiosna an.
Miller gilt als Symbolfigur für die Kontinuität von der PVAP zur SLD. An seine Anhänger hat er immer wieder appelliert, sich wegen der Volksrepublik „nicht zu schämen“.

### Wechsel ins Europaparlament
Bei der Europawahl 2019 gewann das Wahlbündnis Koalicija Europejska mit 38,47 Prozent 22 der 52 polnischen Mandate, darunter auch Leszek Miller. Als Teil der Fraktion der Progressiven Allianz der Sozialdemokraten war er Mitglied im Ausschuss für Binnenmarkt und Verbraucherschutz sowie Mitglied in der Delegation im Parlamentarischen Assoziationsausschuss EU-Ukraine. Bei der Europawahl 2024 kandidierte er nicht und schied daher aus dem Europaparlament aus.

### Vorzeitige Corona-Schutzimpfung
Während impfbereite Ärzte und Ärztinnen der Medizinischen Universität Warschau von den Universitätsbehörden ignoriert wurden, ließ sich Miller dort bereits am 31. Dezember 2020 regelwidrig gegen COVID-19 impfen, was von Polens Gesundheitsminister Adam Niedzielski heftig kritisiert wurde.

## Familie
Miller stammt aus einfachen Verhältnissen: der Vater war Schneider, die Mutter Näherin. Als er ein halbes Jahr alt war, verließ der Vater die Familie, er wuchs bei seiner Mutter auf, die ihn katholisch erzog. Miller wurde Ministrant. Er ist seit 1969 verheiratet und hatte einen Sohn, Leszek Miller junior, der im August 2018 verstorben ist.

## Publikationen
- So war das: Polens Einzug in die EU. Mit einem Vorwort von Gerhard Schröder. München 2011, ISBN 978-3-455-50192-6.
- Anatomia siły. Rozmowa z Robertem Krasowskim. Warszawa 2013, ISBN 978-83-7700-071-7 (Anatomie der Kraft. Gespräche mit Robert Krasowski)